# Бой при Мотони
Бой при Мотони (исп. Combate de Motoni) — бой боливийских войск и перуанских ополченцев во время войны между Перу и Боливией.

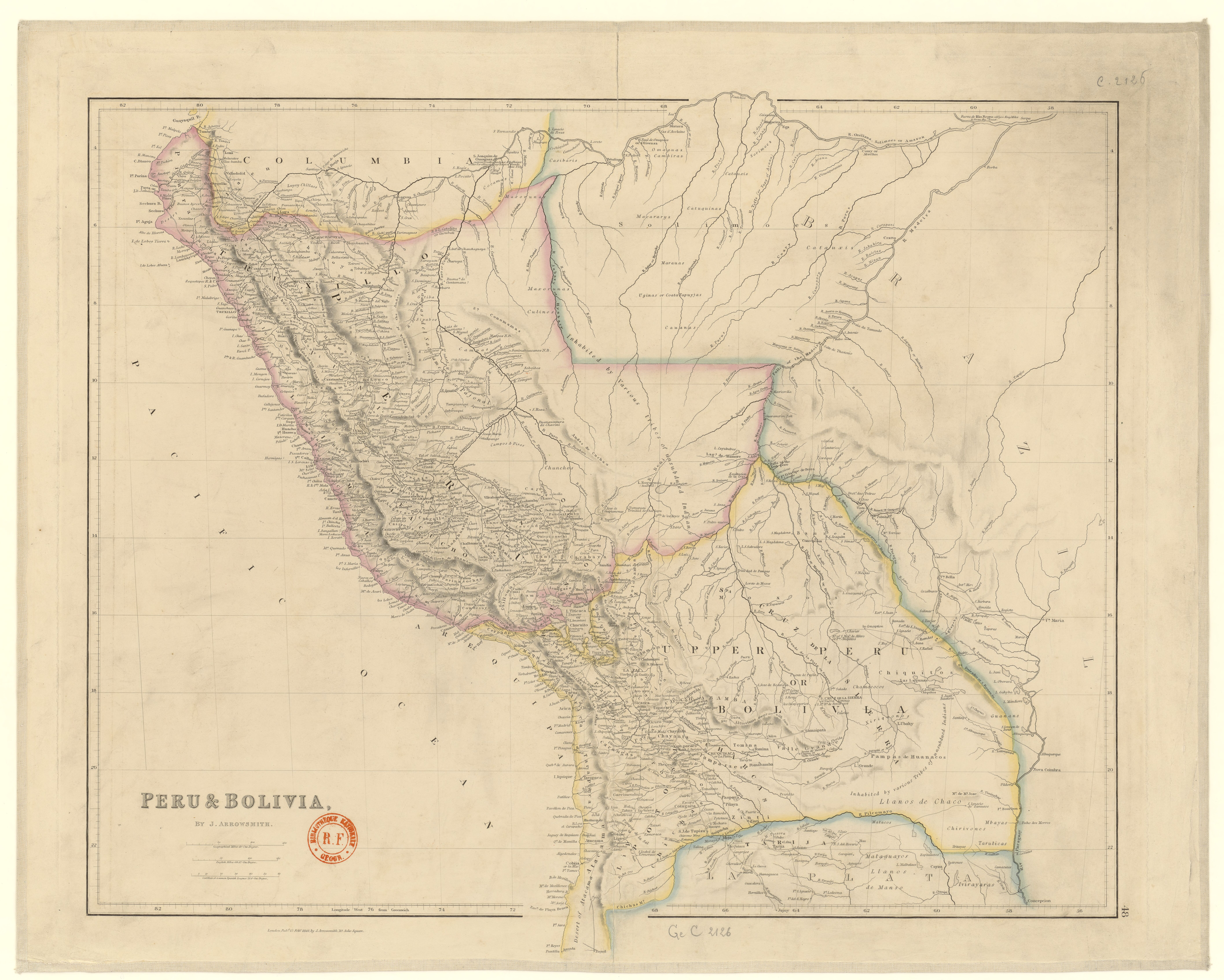
Перу и Боливия в 1842 году

В 1841 году президент Перу Агустин Гамарра предпринял попытку аннексировать Боливию (бывшее колониальное Верхнее Перу), что стоила ему жизни 18 ноября в битве при Ингави. В ответ боливийская армия под командованием генерала Хосе Бальивиана вторглась в Перу и оккупировала Мокегуа, Такну, Тарапаку и Пуно.
Бой начался в три часа дня. Перуанские войска, шестьсот солдат, противостояли при Мотони четырём сотням боливийских солдат. Сто боливийцев открыли огонь по перуанцам, а затем вступили с ними в рукопашную. В бой вступила остальная часть боливийской армии, чуть позже подошли подкреплеия перуанской армии. После двух с половиной часов боя боливийцы бежали, оставив многочисленных пленных и большое количество оружия. Большая часть боливийцев погибла в бою.
Бой при Мотони стал одним из последних в этой войне наряду с боем при Орурильо, когда последние боливийские войска были окончательно изгнаны с территории Перу.